# Кочетинский
Кочетинский — посёлок в Динском районе Краснодарского края.
Входит в состав Мичуринского сельского поселения.

## Население
| 2002 | 2010 |
| ---- | ---- |
| 625  | ↘616 |

- пер. Дружбы,
- ул. Динская,
- ул. Заречная,
- ул. Широкая.